# Entomogramma vanua
Entomogramma vanua är en fjärilsart som beskrevs av Felder 1874. Entomogramma vanua ingår i släktet Entomogramma och familjen nattflyn. Inga underarter finns listade i Catalogue of Life.